# Highland Glory
Gli Highland Glory sono una band power metal norvegese formata nel 2001 da tre componenti dei Phoenix Rizing (Knut E. Tøftum al basso, Jack R. Olsen alle chitarre, Lars André Larsen alle chitarre e tastiere) assieme al cantante Jan Thore Grefstad e al batterista Asgeir Mickelson.

## Storia
I Phoenix Rizing furono una delle prime band power metal in Norvegia, essendo originari del distretto di Romerike. Dopo avere inciso gli album Rise from the Ashes (1998) ed Eternal Crusade (2000) con l'etichetta Face Front, il cantante Tom R. Piippo e il chitarrista Yngve Olsen lasciarono il gruppo, tenendo per sé i diritti sul nome (con il quale non produssero nuovi lavori). Gli altri musicisti formarono gli Highland Glory con il cantante Jan Thore Grefstad  e il batterista Asgeir Mickelson (il batterista Morten Færøvig raggiunse gli ex-compagni nel 2002).
Nel 2007 Grefstad lasciò il gruppo e venne sostituito da Trine Elise Johansen dal gennaio del 2008 al 2011, quindi da Håvard Indrebø dal 2012 al 2013, prima di tornare in formazione.

## Formazione

### Formazione attuale
- Jan Thore Grefstad – voce, tastiere (2001-2007, 2013-presente)
- Jack R. Olsen – chitarra, voce secondaria (2001-presente)
- Per Olav Olsen - chitarra (2012-presente)
- Knut Egil Tøftum – basso (2001-presente)
- Stian Andrè Braathen – batteria (2012-presente)
- Halvor Gustafson - tastiere (2012-presente)

### Ex componenti
- Trine Elise Johansen – voce (2008-2011)
- Håvard Indrebø – voce (2012-2013)
- Lars André Rørvik Larsen – chitarra, tastiere (2001-2011)
- Asgeir Mickelson – batteria (2001)
- Morten Færøvig – batteria (2002-2012)

## Discografia

### Album in studio
- 2003 – From the Cradle to the Brave
- 2005 – Forever Endeavour
- 2011 – Twist of Faith